# Смирнов Валентин Сергійович
Валентин Сергійович Смирнов (нар. 13 липня 1927, Ярославль — пом. 9 листопада 2010) — український живописець; член Спілки радянських художників України з 1958 року.

## Біографія
Народився 13 липня 1927 року в місті Ярославлі (нині Росія). 1948 року закінчив Ярославське художнє училище; 1955 року — Київський художній інститут, де навчався зокрема у Сергія Григор'єв а, Карпа Трохименка, Володимира Костецького.
Жив у Києві, в будинку на вулиці Ентузіастів № 47, квартира № 105. Помер 9 листопада 2010 року.

## Творчість
Працював у галузі станкового живопису, створював тематичні картини, портрети, пейзажі, натюрморти. Серед робіт:
- «Чекають відповіді» (1957);
- «Діти з нашої вулиці» (1958);
- «Суд» (1961);
- «Крізь стрій» (1963—1964);
- «Кохаю» (1965);
- «Мисливська осінь» (1969).

Брав участь у республіканських та всесоюзних виставках з 1957 року, а також на міжнародних виставках у Польщі та Угорщині. 
Починаючи з 1993 року, найкращі його роботи продавалися на аукціонах Phillips (Велика Британія), John Nicholson (США), Duran (Іспанія).
Спілка художників України двічі присуджувала йому медаль за найкращу художню роботу року.
Роботи художника експонуються у багатьох музеях України, зберігаються у приватних збірках. Міністерство культури України придбало понад 60 полотен художника.